# 삼성 갤럭시 J5
삼성 갤럭시 J5(Samsung Galaxy J5), (SM-J500F)는 삼성전자에서 제조, 판매하는 안드로이드 스마트폰이다.

## 기록
2015년 말 중 보급기 라인업 개편 후 탄생한 S, Note, A, J 라인업 중 보급형 J 라인 소속이며, 그 중에서는 중급기에 속한다.

## 출시
- 대한민국: 이통3사 및 자급제 단말기로 출시되었다. KT는 독자적으로 '갤럭시 센스'라는 이름을 달고 판매하고 있다.

## 같이 보기
- 삼성 갤럭시 J5 (2016)
- 삼성 갤럭시 J5 (2017)